# 獸頭棒

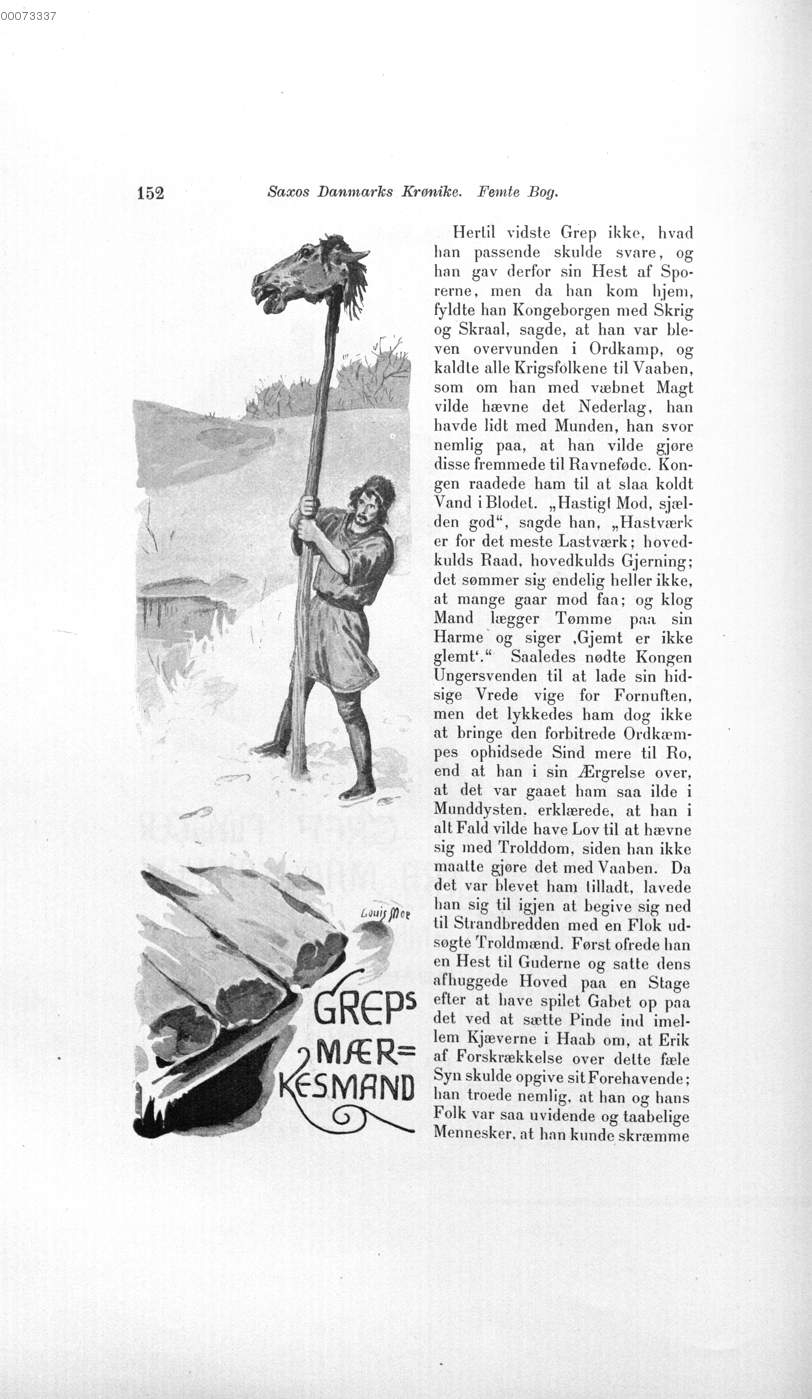
路易斯·莫在1898年繪製的獸頭棒插圖

獸頭棒是日耳曼異教中用來詛咒別人的裝置。

## 歷史記載
獸頭棒由新鮮砍下的馬頭插在一根長長的木棒上組成，馬頭的皮膚會隨著時間慢慢腐爛，覆蓋在木棒上。獸頭棒使用時面向敵人，或者是想要詛咒的目標，詛咒的內容會以盧恩文字刻在木棒上。

### 文本中出現的獸頭棒
獸頭棒曾出現在埃吉爾薩迦中：
「當一切準備就緒，隨時可以啟航之時，埃吉爾拿著一根榛木棒往島上走去，他爬上了一個面向內陸的岩丘，接著埃吉爾拿了一顆馬頭固定在木棒上，神情嚴肅地說出詛咒：『我在此立下詛咒，詛咒國王埃里克和皇后貢希爾德（說到這邊時他把馬頭轉向內陸）。我也詛咒守護這片大陸的人們，詛咒他們流浪在外，找不著也回不了家，直到國王埃里克和皇后貢希爾德被逐出這片土地。』語畢，埃吉爾把木棒豎立在石堆中，馬頭面向內陸，並在木棒上以盧恩文字刻下詛咒。」－埃吉爾薩迦：第六十章
瓦特史德拉薩迦記載著當芬伯吉（Finbogi）未遵守承諾出席霍爾姆岡決鬥後，耶庫爾（Jökul）豎起了一根獸頭棒，詛咒芬伯吉的懦弱。耶庫爾在木棒上刻了人頭和盧恩文字，殺了一匹母馬，將木棒插在母馬的胸口，並將馬頭朝向芬伯吉的住處。

## 現代案例
冰岛現今還有使用獸頭棒的案例，自從冰島建立後這個傳統就延續至今。在比爾德達勒當地，一名農夫宣稱自己是埃吉爾·斯卡德拉格里姆松的直系後代，他用小牛的頭做了一根獸頭棒，將其朝向當地的另外一個居民，並在木棒上用紙條寫下他永遠不會原諒對方，除非對方被繩之以法或死亡。這件事的起因是因為農夫的小狗被對方開車輾死。這起事件被當地警方視為死亡威脅。
2006年，挪威一名政治人物豎起來一些綿羊頭的獸頭棒，用以刻意當地的一場選舉。
一些新異教主義者用獸頭棒來反擊白人優越主義，意圖復興異教符號主義。有些奧丁信徒也用獸頭棒來反擊那些攻擊「民間」（folkish）異教徒的現代異教組織。
2016年4月4日的示威活動中，示威者用乾鱈魚頭製造獸頭棒以抗議冰島首相西格蒙杜尔·戴维·贡劳格松。
2020年3月3日，一根掛著兩顆烤羊頭的獸頭棒被立冰岛议会的前面。木棍上的標示寫道，政府對工人階級中絕大多數的女性的待遇極差，例如政府在COVID-19大流行時調降了護士的薪資。木棍上的標示寫道詛咒的目標是整個議會。

## 延伸閱讀
- 乌蹬
- 馬匹獻祭（英语：Horse sacrifice）
- 尼茲（英语：Nīþ）
- 禮儀柱（英语：Ceremonial pole）